# 川口章
川口 章（かわぐち あきら、1939年1月29日 - 1998年12月21日）は、日本の経営者。尼崎信用金庫理事長を務めた。

## 経歴・人物
兵庫県出身。
1956年に神戸大学法学部を卒業し、同年に尼崎信用金庫に入社した。1977年に理事に就任し、1980年に常務、1983年に専務、1989年5月に副理事長を経て、1992年2月には理事長に就任。

1998年12月21日心不全のために死去。59歳没。